# Austrolithoideae
Austrolithoideae A.S. Harvey & Woelkerling, 1995  é o nome botânico de uma subfamília de algas vermelhas pluricelulares da família Hapalidiaceae.

## Gêneros
- Austrolithon, Boreolithon, Epulo.